# 殷周伝説
『殷周伝説・太公望伝奇』（いんしゅうでんせつ・たいこうぼうでんき）は、横山光輝による日本の漫画。

## 概要
『コミックトム』およびその後継誌『コミックトムプラス』（潮出版社）にて1994年5月号から2001年7月号まで連載された。単行本は全22巻。文庫版は全12巻。
中国の伝奇小説『封神演義』を題材にした作品。『武王伐紂平話』をベースに、『史記』も参照しつつ、殷代末から殷の滅亡および周建国までを描いていく。単行本最終巻が刊行される前年に作者が火災により急逝したため、本作は作者の遺作となった。
最終巻である22巻のコミックトム編集部による後書きによれば、横山は孫子（孫武）に興味を持ち資料を集めていたといい（本作連載開始時には資料不足であったため、本作が選ばれた。他には呉越の戦いを構想していたが、展開が『項羽と劉邦』に似るため新鮮味がないとして廃案となった）、作品の最後で太公望に「300年後」を語らせていることから言っても次回作は孫子を題材にしたものだったであろうとし、横山の事故死を嘆いている。また本作は横山が大病や骨折と戦いながら満身創痍で描ききったものであったが、連載中の横山の口癖は「なにがなんでも完結させる」であったという。
作品名の通り、特に後半については主人公は太公望と見なせるもので、彼の活躍が多く描かれているほか、殷の紂王の悪逆ぶりが多く描かれている。また本作は周が殷を滅亡させるまでの物語であり、それは武力によってなされたため、紙幅の多くが戦闘に割かれている。
本作には原作通り道士、道術といった要素が多数登場しており、「超能力バトル」とも言える戦いが頻発しており、戦闘場面においては同じ横山の歴史作品である『三国志』や『史記』などとは趣が異なるほか（前述の後書きによれば、横山自身も『封神演義』は荒唐無稽であると語っていたという）、そもそもの事のおこりは妖怪の悪行によるという設定で物語は進んでいく。

## あらすじ
紀元前1711年・夏の滅亡後、殷（商）の時代が始まった。殷は栄えて600年以上後、第30代帝乙の時代に入った。ある日地震が起こり、帝乙の城が崩壊したのと前後して、後の紂王となる帝乙の第3皇子が産まれた。その子は震災の中で生まれた強運の子とされ、成長する中で文武共に2人の兄を凌ぐほどまでに才を発揮していった。帝乙の死後、天子に即位した紂王は、即位後しばらくは聡明な天子として聞仲や商容などの家臣に支えられて殷を平和にしていった。
ところがある日、姜皇后に「女媧宮」に参詣することを勧められた紂王は、女媧宮に赴く。その宮の天女に魅入られた紂王は、壁に自身のやましい想いを籠めた詩を書く。これを読み取った天女は色情の対象にされたことに激怒し、魂が天に帰路してしまう。これにより首都・朝歌への天女の加護を失ったことが、後の殷崩壊の引き金となった。
紂王が即位して7年、天女の姿が忘れられない紂王はある日、諫大夫の費仲と尤渾から蘇護の娘・妲己が天女に相応する美女であると聞いた際、蘇護を呼び出し妲己を差し出すよう命令するが、蘇護はそれを拒否。激怒した紂王は処刑しようとするも、費仲の諌めにより許される。蘇護は紂王が女に溺れていることに憤怒し、反旗を翻す。後に崇侯虎との交戦を経て、姫昌に説得された蘇護は妲己を紂王に差し出すことになった。その前日の晩、天女が居なくなったゆえに妖怪が侵入し、妲己に乗り移る。この妖怪はもとは天界の住人だったが、人間性悪説を説いたため地に落とされてしまったものだった。妲己は紂王の寵愛を受け、姜皇后を死に追いやった後は皇后同然に扱われ、紂王を思うがままにその美貌と口車で操り、暴君に仕立て上げてしまう。妖怪の目的は人間性悪説を証明し、天を見返してやることだったのである。その暴政を見かねた家臣たちは諫言するも、紂王は妲己の言うことが正しいとして全く聞き入れず、諫言者たちを次々と処刑していき、妲己の考案した残虐な処刑法で人が苦しみ死んでいくことに快楽を感じるようにまでなってしまった。そんな紂王を見て心ある諸侯は君が君たらねば臣も臣にあらずと殷を見限り各地で反乱を起こし、或いは諸国に亡命し、そして民には怨嗟の声が蔓延した。
有力な四侯を誅殺しようとした妲己の策謀により謀反の罪に問われ、7年間幽閉された西岐（周、洛陽の西潼関のさらに西にある）の領主・姫昌は解放され、紂王から文王という破格の地位に任命される。その後姫昌は、崑崙山で仙術の修行をしたあと下山し紂王に仕官したものの、そのあまりの暴君ぶりに野に下り仕えるべき君主を探していた呂尚（太公望）と出会う。呂尚に君子に必要なものを説かれた姫昌は、彼を丞相に迎え入れ、善政を敷き国力を高め、紂王討伐に向けて挙兵する。
挙兵後しばらくは防戦に徹していた周軍だったが、呂尚の優れた謀略を持って連戦連勝し、多くの亡命の将と投降兵を得る。だが姫昌は志半ばに病に倒れてしまい、子の姫発が後を継ぎ父の志を受け継ぎ、武王を称し殷との戦いを続けた。
その後孟津で殷に対抗する天下の三分の二にも値する八百諸侯連合が組まれることとなり、これに参加するため呂尚は出師の表を奏上。孟津へ向け攻勢に打って出る。周軍は殷軍の投降兵を吸収し、60万もの大軍となっていた。周軍は多くの将を失いながらも殷の要衝を突破、孟津へ到着し、諸侯連合を結成、その盟主（覇王）となる。
連合軍は黄河南岸の孟津から、北岸の朝歌へ渡河し、紂王自ら率いる100万の大軍との決戦に挑む。だが既に将兵ともに紂王を見限っていた前軍は戦わずして降伏。続いて中軍まで降伏してしまい、紂王はやむなく自ら率いる後軍を退却させ、朝歌城で籠城戦を行おうとする。
しかし呂尚は城内へ領民へ向けた矢文を打ち込み、我こそが世を正さんとする天兵である、城門を開けとの宣撫工作を行う。これが功を奏し、領民は武器を手に取り城門を開放に向かい、城門を守る兵士の多くも紂王と殷を見限っており、城内各所で内乱が勃発。門は開放され、連合軍は朝歌城内へ容易に入城する。領民は連合軍を歓迎して迎え、あとは紂王の討伐を残すのみとなった。
紂王は最後と悟り、民衆に多大な負担を与えて完成させた鹿台へ赴き、火を放ち自害。殷王朝はここに滅亡した。また妲己を始めとする妖怪たちは新たな乱世を待つため、しばしの眠りについた。
翌日、武王・姫発は天子を宣言し、周王朝をひらく。天下は72の諸国に分けられ、諸侯はそこに封ぜられた。呂尚は周王朝による平和な治世は最初の300年は平穏に、その後も諸侯に守られ細々と続くと占ったと語る。これにて物語は完結する。

## 登場人物

### 殷

#### 殷の君主
帝乙（ていいつ）
殷の30代目の王。諸侯の期待を受ける寿王（後の帝辛 / 紂王）を後継者に定める。今際の際に、寿王が泰平の世では才気を持て余すのではないかと案じ、その不安は後に現実となる。
紂王（ちゅうおう）
殷の31代目の王。帝乙の第三皇子。幼名を「季子（きし）」、皇太子即位時の名を「寿王（じゅおう、「受王」とも表記）」、王即位時から「紂王」を称する。
文武両道に優れており、多くの廷臣から期待された。最初の数年間は賢臣たちの忠言をよく聞き入れるなど優れた統治を行い、殷の国と民を良く治めたが、才気があるために泰平の世を退屈に感じ、刺激を求める。妖怪に憑依された妲己を後宮に迎えてからはその色香と甘言に惑わされ暴君と化し、諫めようとする多くの忠臣を謀殺、民衆にも害を及ぼす様になり急激に人心を失った。最期には兵や首都の領民すら見放され、自害して果てた。

#### 皇后・皇子・その他の血縁者
姜皇后（きょうこうごう）
紂王の妻で、東伯侯姜桓楚の娘。心優しい性格だが、紂王を快楽に溺れさせる妲己を咎めたことで、彼女に邪魔者とみなされる。そして妲己の命を受けた費仲の陰謀により、謀反の濡れ衣を着せられ、拷問死した。
妲己（だっき）
蘇護の娘。紂王のもとへ后妃として差し出されることになり、その道中妖怪に憑依される。本来は心優しい性格だったが、紂王の后となった後は、その美貌と色香、そして口車で紂王を思いのままに操る。
彼女に憑依した者を始めとする妖怪たちの目的は、かつて天界で主張して受け入れられなかった「人間の本性は悪である」という持論を立証し、自身らを追放した天界の鼻を明かすため、人間から道徳心を奪い堕落させることである。
楊貴妃（ようきひ）
殷郊・殷洪を逃がすのに協力するが、後の罪を恐れ、首をくくって自害する。
黄貴妃（こうきひ）
黄飛虎の妹で非常に聡明な人物。姜皇后が謀反の罪に問われた時、紂王から取り調べ役を命じられた。その際、姜皇后が無実であり、誰かが仕組んだ罠だと察するがどうすることもできずにいた。姜皇后の二人の皇子の殷郊、殷洪も謀反の罪を着せられ追われる身となったが、機転をきかせて二人を逃がす。
黄飛虎夫人の賈氏とは新年の朝賀で会うのを楽しみにしてきたが、賈氏が摘星楼で墜落死したという報告を聞かされる。紂王の態度への疑惑から紂王が賈氏に手を出したと悟って詰め寄るが、このことに激昂した紂王に摘星楼から突き落とされて死亡する。
殷郊（いん こう）
紂王の長男で、殷の皇太子。姜環を拷問にかけられた母・姜皇后の仇として殺害したが、早まった行為として黄貴妃に諌められ後悔した。一度は逃亡を試みるも捕えられて処刑されかかるが、比干の家臣により助けられ、殷洪と共に太華山へ逃れる。西岐が殷討伐のために挙兵した際は師から参戦について問われるが、殷洪と共に相談した末、「自分たちの愛した殷を滅ぼすわけにはいかない」と参戦を拒否した。
殷洪（いん こう）
紂王の次男で、殷郊の同母弟。
比干（ひ かん）
殷の亜相（副宰相）で帝乙の代から仕える家臣の一人。紂王の叔父に当たる人物。帝乙から紂王の教育係を仰せつかっている。蠆盆の刑に際して、紂王の数々の暴挙に対し強く諫言するも聞き入れられず、不敬罪で処刑を言い渡される。それは覚悟の上での諫言であり、自ら蠆盆に身を投げ死亡する。
箕子（き し）
殷の王族・文官。紂王の叔父。西岐軍が朝歌に迫っているさなかにも殷の力を過信し暴虐を重ねる紂王を諌めるが、聞き入れられず、奴隷に落とされた。
微子啓（びし けい）
殷の王族・文官。紂王の長兄。聞仲太師が遠征の留守中、太師府をあずかっていた。西岐軍が朝歌に迫りつつある中、箕子まで処断した紂王を見限り、先祖の廟を破壊されることを避けるために、次弟の微子衍と共に国を捨てた。
微子衍（びし えん）
殷の王族・文官。紂王の次兄。

#### 殷の家臣
聞仲（もん ちゅう）
殷の太師。帝乙の代より仕える軍師兼陰陽など国事の管理者。帝乙の遺言を受け止め、寿王（後の紂王）に良き人格者となるように帝王学を厳しく教育することを約束する。紂王にとっては養父に当たり、非常に強く信頼すると同時に畏怖する相手で、暴君化した後でも唯一紂王を諫める事が出来た。
紂王の治世の7年目、北海の諸侯・袁福通らの反乱を鎮圧すべく、自ら出陣する。そこから12年かけて討伐を終え帰国すると、聞仲の留守中に紂王の所業を黄飛虎から聞かされ、紂王のこれまでの行いを諌め、その元凶の一つである費仲と尤渾を制裁する。そして、殷を立て直すべく「治国十策」を懸案するが、東伯侯・南伯侯に加えて西岐まで反乱に加わった非常事態に凍結を余儀なくされる。その後は特に危険視する西岐に度々討伐軍を向けるが功を奏せず、自ら30万の大軍を率いて西岐を攻めるも敗北。先王に自らの不甲斐なさを詫び、そして殷を案じながら戦死を遂げる。紂王は聞仲の死を涙を流して深く悲しんだが、その後一族は妲己の讒言と陰謀により内通の濡れ衣を着せられ処刑された。しかし紂王にとっては悲痛な思いを抱えての処断であり、殷滅亡の際も「聞仲太師が生きていてくれたら」と嘆いていた。
商容（しょう よう）
殷の宰相。聞仲とともに帝乙の代から仕えており、帝乙の遺言を受け止め、寿王（後の紂王）に帝王学を教育することを約束する。
妲己に溺れ国法を破る暴君となった紂王の姿に絶望し隠居。後に再会した殷郊から紂王の悪行を聞かされた際に再び紂王のもとに赴き、悪逆非道な行いを諌めるも、紂王は聞き入れず死罪を言い渡される。しかし「お前のような愚か者に殺されてたまるか」と言い放ち、自ら柱に頭をぶつけ自害して果てる。
費仲（ひ ちゅう）、尤渾（ゆう こん）
殷の諫大夫（間違いを諌める役目の家臣）。紂王の機嫌ばかり取り、今まで間違いを諌めたことがなかったため、忠臣からは嫌われている。紂王に天女に相当する100人の美女を各領地から徴収することを提案するが、商容が紂王を諌めたために布告は取り消され、商容と黄飛虎から厳重注意を受ける。しかし費仲は自身らに賄賂を差し出さない蘇護に恩を売って頭が上がらないようにすべく、妲己を後宮に迎えるよう紂王に進言する。目論見は外れ蘇護はまったくなびかなかったが、その後は妲己に取り入り、数々の悪辣な計略を巡らし、紂王に進言するようになる。後に聞仲の命で西岐討伐の軍に加わり、岐山の麓の急激な気候の変化に順応できず凍死する。
杜元銑（と げんせん）
殷の天台官（天文現象により、吉祥・不祥を占う役目の家臣）。子供の頃から霊感があり、他人には見えないものが見える。紂王に雲中子同様、宮殿の妖気を取り除くよう進言するが、妲己に唆された紂王により処刑された。
梅伯（ばい はく）
殷の上大夫（筆頭大臣）。帝乙の代にも季子（後の紂王）を世継ぎにするよう進言した人物として、名前のみ登場する。
杜元銑を処刑した紂王に激烈な口調で諫言するが、全く聞き入れられず、炮烙の刑執行時に「ばか王」と叫び、灰となって最期を遂げた。

### 周

#### 周の君主
文王（ぶんおう）
殷の西伯侯で、後に西岐を治める周の王となる。名は「姫昌（き しょう）」。
占いを特技としており、百発百中で当たる。「子供が百人いなければ不幸に見舞われる」と以前から何度も出ており、後に旅の途中で拾った捨て子を第100子と認知し、雲中子に7年間預ける。紂王の異例の呼び出しにより占った際に「不吉な旅で7年間幽閉される」と出ており、後に現実になり紂王に謀反の容疑をかけられ、7年間羑里に幽閉される。後に紂王に釈放され、「西伯侯」から「文王」に任命される。
戦争を嫌い話し合いによって物事を解決してきたが、呂尚を宰相に迎え、挙兵する。
晩年は病にかかり、死に際に姫発を跡継ぎに指名して事切れた。その死は多くの人が悲しんだ。
武王（ぶおう）
文王（姫昌）の息子。名は「姫発（き はつ）」。父・文王の死後、跡を継ぎ「武王」を称する。

#### 文王（姫昌）の血縁者
伯邑考（はくゆうこう）
文王（姫昌）の息子で、姫発の兄。献上品を紂王に届けて父の釈放を図るも、妲己の誘惑を退けたために彼女の恨みを買い、最終的に紂王により醢尸の刑に処せられる。その後、肉餅となり姫昌に食された後、故郷にて姫昌が嘔吐した肉が3羽の兎となった。
雷震子（らいしんし）
文王（姫昌）の養子。元は捨て子で雲中子に文王（姫昌）の第百子として認知され、7年間雲中子に育てられる。

#### 周の家臣
呂尚（りょ しょう）
物語全体の主人公とされる人物。初登場時72歳。姓を「姜」、名を「呂尚」、字を「子牙（しが）」、号を「飛熊（ひゆう）」、後に文王から「太公望」の尊称を贈与される。
俗世を捨て、崑崙山で40年間厳しい修行を積み、70代を過ぎても40代並の体力があり、武芸では並外れた身体能力を発揮し、学術に置いては兵法学・薬学・易に精通している。
ある日師匠・太乙真人から長い年月の修行で得た知識を人々に役立てるように命じられ下山。その行き当たりで宋異人と再会し、同時に紹介された馬氏と結婚し、商売をやることを薦められるも素人同然で全く儲からなかったが、占い師をやることで職にありつけた。ある日、人間に化けた琵琶精を妖怪と見破り、紂王の前でそれを証明したことから、妲己の怨みを買い、彼女の進言を受けた紂王から下大夫の司天監（歴史を記述し、未来を予測する職）に任命される。しかし長くは続かず、蠆盆の刑を目の当たりにして諫言したのを前後して逃亡。懲罰の巻き添えを恐れた馬氏と離縁し、山に篭り釣りをする動作をする日々を送る。
後に文王と出会い軍師に迎え入れられ、紂王討伐に向けて文王に貢献する。
武吉（ぶ きち）
山に住む樵（きこり）。殺人の罪で処刑されようとしたところを呂尚に救われ、弟子となる。呂尚が文王に召し抱えられた後は脱牢の罪を許され、末将となる。戦は嫌いだが呂尚を「お師匠様」と呼び非常に慕っており、彼のためなら命を捨てる覚悟を持つ。
黄飛虎（こう ひこ）
元は殷の鎮国武成王。帝乙の代から使える家臣の一人だが、武将であり政治家ではないので、基本的に政治に口を出さない。紂王の暴政を憂う一人で、殷郊・殷洪を逃がそうと取り計らったり、姫昌に西岐へ逃げるよう手配したりという行動をとる。しかし、東海の反乱を鎮めに行った聞仲から後事を託されたことから妲己に始末する対象とされ、妻・賈氏と妹・黄貴妃を喪う。そのことで殷を見限り西岐へ帰順し、武王から開国武成王に任ぜられる。
蘇護（そ ご）
元は殷の冀州侯。清廉で剛毅な性格。娘の妲己を后妃として差し出せという紂王の命を拒絶するが、恩を売ろうと目論んだ費仲のとりなしにより死罪を免れる。しかし紂王を女に溺れた「バカ王」と蔑み、反旗を翻す。北伯侯崇侯虎の軍勢と交戦するも、姫昌の説得に応じ妲己を紂王に差し出す。その後妲己が国を傾け、天下万民を苦しめるようになったことに心を痛め、西岐討伐を命じられた際に、紆余曲折を経て西岐に帰順する。
散宜生（さん ぎせい）
周の政治家。
南宮适（なんきゅう かつ）
周の将軍。
崇黒虎（すう こくこ）
崇侯虎の弟。
哪吒（なた）
李靖の第三子。
木吒（もくた）
李靖の第二子。
金吒（きんた）
李靖の第一子。
黄天化（こう てんか）
黄飛虎の長子。
黄天禄（こう てんろく）
黄飛虎の次子。
黄天爵（こう てんしゃく）
黄飛虎の第三子。
黄天祥（こう てんしょう）
黄飛虎の第四子。
土行孫（ど こうそん）
懼留孫の弟子。
鄧嬋玉（とう せんぎょく）
鄧九公の娘。
楊戩（よう せん）
玉鼎真人の弟子。糸目で、忍者のような服を着ているのが特徴。
師匠から呂尚を補佐するように命を受け、周に貢献する。他人の陰に潜む「影の術」が特技。

### その他
女媧（にょか）
女媧宮にて「殷を守り続ける神」と奉られている天女の像。紂王はそれに見入られ「側室にしたい」と壁に書き込む。このことが天女の逆鱗に触れ、色情の対象にしたことを侮辱とみなし、「殷を守る気はなくなった。天界に帰る」といい、その魂は殷を離れる。その後は妲己に悪霊が乗り移り、殷崩壊の引き金となった。
雲中子（うん ちゅうし）
終南山に住む道士。寿仙宮に住む紂王に邪悪な霊がいることを伝え、木でできた魔除けの宝剣を差し出す。
賈氏（かし）
黄飛虎の妻。黄天化たち四兄弟の母。義妹の黄貴妃と新年の朝賀で対面するのを楽しみに宮中を参内したが、妲己が強引に勧めた酒で酔い潰れて自制が効かなくなったところを紂王に無理やり抱かれてしまう。紂王から辱めを受けた失意と夫への罪の意識により自ら摘星楼から飛び降り自殺をする。
宋異人（そう いじん）
朝歌で庄屋を営む、呂尚の友人。40年ぶりの呂尚との再会に喜び、自身の親戚の馬氏を嫁に与えた。
馬氏（ばし）
宋異人の親戚で呂尚の妻となった女性。商売が下手な呂尚に苛立っていたが、呂尚が妖怪・琵琶精の戦いで活躍したのを見た紂王から下大夫の司天監に任命された際には喜び、町中の人に自慢したほどであった。しかし、長く続かず紂王に反抗して逃亡したと聞いた際には懲罰の巻き添えを恐れ、離縁した。
李靖（り せい）
陳塘関の将軍で、金吒、木吒、哪吒の父。

## 書籍
- 横山光輝 『殷周伝説・太公望伝奇』 潮出版社 〈希望コミックス〉、全22巻

| 巻数 | 巻数 | 副題         | 初版発行日     | ISBN                   | 表紙                 |
| ---- | ---- | ------------ | -------------- | ---------------------- | -------------------- |
| 1    | 1    | 紂王と妲己   | 2003年4月25日  | ISBN 978-4-267-90431-8 | 紂王、女媧           |
| 2    | 2    | 魔界の女     | 2003年5月25日  | ISBN 978-4-267-90432-5 | 妲己                 |
| 3    | 3    | 殿中の謀略   | 2003年6月25日  | ISBN 978-4-267-90433-2 | 文王                 |
| 4    | 4    | 太公望下山   | 2003年7月25日  | ISBN 978-4-267-90434-9 | 呂尚、琵琶精         |
| 5    | 5    | 妲己無道     | 2003年8月25日  | ISBN 978-4-267-90435-6 | 妲己、伯邑考         |
| 6    | 6    | 磻渓釣魚台   | 2003年9月25日  | ISBN 978-4-267-90436-3 | 文王、呂尚           |
| 7    | 7    | 初陣太公望   | 2003年10月25日 | ISBN 978-4-267-90437-0 | 崇黒虎               |
| 8    | 8    | 楼上の惨劇   | 2003年11月25日 | ISBN 978-4-267-90438-7 | 黄飛虎               |
| 9    | 9    | 崑崙山の怪童 | 2003年12月25日 | ISBN 978-4-267-90439-4 | 哪吒                 |
| 10   | 10   | 猛暑冬将軍   | 2004年1月25日  | ISBN 978-4-267-90440-0 | 呂尚                 |
| 11   | 11   | 聞仲の征西   | 2004年2月25日  | ISBN 978-4-267-90441-7 | 金吒、木吒、哪吒     |
| 12   | 12   | 壮絶聞太師   | 2004年3月25日  | ISBN 978-4-267-90442-4 | 聞仲                 |
| 13   | 13   | 熱愛土行孫   | 2004年4月25日  | ISBN 978-4-267-90443-1 | 楊戩、土行孫         |
| 14   | 14   | 冀州侯謀反   | 2004年5月25日  | ISBN 978-4-267-90444-8 | 鄧嬋玉               |
| 15   | 15   | 出師の表     | 2004年6月25日  | ISBN 978-4-267-90445-5 | 呂岳                 |
| 16   | 16   | 戦慄金鶏嶺   | 2004年7月24日  | ISBN 978-4-267-90446-2 | 高継能               |
| 17   | 17   | 汜水関の大戦 | 2004年8月25日  | ISBN 978-4-267-90447-9 | 鄧九公、黄天祥       |
| 18   | 18   | 攻取汜水関   | 2004年9月25日  | ISBN 978-4-267-90448-6 | 哪吒、鄧嬋玉、土行孫 |
| 19   | 19   | 痘襲臨潼関   | 2004年10月23日 | ISBN 978-4-267-90449-3 | 呂尚                 |
| 20   | 20   | 地獄谷の死闘 | 2004年11月25日 | ISBN 978-4-267-90450-9 | 哪吒                 |
| 21   | 21   | 会盟前夜     | 2004年12月25日 | ISBN 978-4-267-90451-6 | 紂王、妲己           |
| 22   | 22   | 摘星楼炎上   | 2005年1月25日  | ISBN 978-4-267-90476-9 | 呂尚                 |

- 横山光輝 『殷周伝説・太公望伝奇』 潮出版社 〈潮漫画文庫〉、全12巻

| 巻数 | 巻数 | 副題         | 初版発行日    | ISBN                   |
| ---- | ---- | ------------ | ------------- | ---------------------- |
| 1    | 1    | 妲己と紂王   | 2011年12月5日 | ISBN 978-4-267-01901-2 |
| 2    | 2    | 殿中の謀略   | 2012年1月5日  | ISBN 978-4-267-01902-9 |
| 3    | 3    | 妲己無道     | 2012年2月4日  | ISBN 978-4-267-01903-6 |
| 4    | 4    | 初陣太公望   | 2012年3月5日  | ISBN 978-4-267-01904-3 |
| 5    | 5    | 謀反人黄飛虎 | 2012年4月5日  | ISBN 978-4-267-01905-0 |
| 6    | 6    | 太公望の智謀 | 2012年5月2日  | ISBN 978-4-267-01906-7 |
| 7    | 7    | 熱愛土行孫   | 2012年6月5日  | ISBN 978-4-267-01907-4 |
| 8    | 8    | 蘇護の秘謀   | 2012年7月5日  | ISBN 978-4-267-01908-1 |
| 9    | 9    | 戦慄金鶏嶺   | 2012年8月4日  | ISBN 978-4-267-01909-8 |
| 10   | 10   | 汜水関大戦   | 2012年9月5日  | ISBN 978-4-267-01910-4 |
| 11   | 11   | 地獄谷の死闘 | 2012年10月5日 | ISBN 978-4-267-01911-1 |
| 12   | 12   | 摘星楼炎上   | 2012年11月5日 | ISBN 978-4-267-01912-8 |